# Lindneriola paradoxa
Lindneriola paradoxa är en tvåvingeart som beskrevs av Louis-Paul Mesnil 1959. Lindneriola paradoxa ingår i släktet Lindneriola och familjen parasitflugor. Inga underarter finns listade i Catalogue of Life.